# Savannah (Texas)
Savannah è un census-designated place degli Stati Uniti d'America, situato nella contea di Denton dello Stato del Texas.
La popolazione era di 3.318 persone al censimento del 2010.

## Geografia fisica
Savannah si trova sul lato nord della U.S. Route 380 in una zona non incorporata di Denton County,  12 miglia (19 km) a est di Denton e 15 miglia (24 chilometri) a ovest di McKinney. È delimitata a sud da un territorio all'interno della città di Little Elm.